# Rozpalić tłum
Rozpalić tłum – drugi studyjny album polskiego rapera Vixena. Został wydany 18 czerwca, 2011 roku nakładem wytwórni RPS Enterteyment. Gościnnie występują Fabuła i DJ Rink. Produkcja promowana była utworami "Rozpalić tłum", "Świeczki na wietrze" i "Mayday Mayday" do których powstały teledyski.

## Lista utworów
1. „Rozpalić tłum” – 02:36
2. „Uwierz we mnie” – 04:36
3. „Japońskie ogrody” – 02:50
4. „Świeczki na wietrze” – 03:25
5. „Stereotypy” – 03:27
6. „Czerń i biel” – 03:25
7. „Respekt” (gościnnie: DVJ Rink) – 03:11
8. „Mayday mayday” (gościnnie: Fabuła) – 04:35
9. „Ludzie mówią” – 03:09
10. „Obrazy” – 02:42
11. „Horyzonty” – 03:45
12. „Słońce na ziemi” – 03:24
13. „Zdrowie gospodarza” – 03:26
14. „Jak jest” – 03:00
15. „Akwarium” – 03:52
16. „Wymagania” – 02:51
17. „Nie próbujesz, nie wygrywasz” – 04:14